# Локалита Пођо Оливо (Сијена)
Локалита Пођо Оливо је насеље у Италији у округу Сијена, региону Тоскана.
Према процени из 2011. у насељу је живело 251 становника. Насеље се налази на надморској висини од 343 м.